# 大谷刑部
大谷 刑部（おおたに ぎょうぶ、天保15年（1844年）－慶応3年12月18日（1868年1月12日））は幕末の真言宗の僧侶・志士。
国定忠治の子。幼名は寅次、法名は千乗、諱は国次（くにつぐ）。「大谷千乗」「大谷国次」とも。

## 生涯
上野国出身。父の処刑後に寺に入れられて出家して、下野国出流山（現在の栃木県栃木市）にある千手院満願寺に入る。慶応3年（1867年）11月、薩摩藩士ら志士による倒幕の挙兵（出流山事件）が発生すると、これに共感して倒幕軍に参加し、還俗して大谷刑部国次と名乗った。
地元に詳しい参加者として軍資の調達に奔走するが、岩船山の戦いで幕府軍に捕らえられ、慶応3年12月18日佐野河原で処刑された。